# Nørre Horne Herred

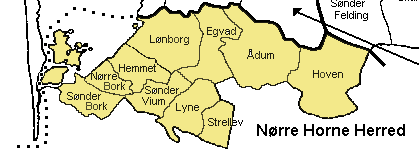
Nørre Horne Herred

Nørre Horne Herred was een herred in het voormalige Ringkøbing Amt in Denemarken. Het is een deel van de herred die in Kong Valdemars Jordebog wordt genoemd als Hornshæreth De andere delen zijn Øster Horne Herred en Vester Horne Herred in Ribe Amt.
Nørre Horne omvatte oorspronkelijk 10 parochies.
- Egvad
- Hemmet
- Hoven
- Lyne
- Lønborg
- Nørre Bork
- Strellev
- Sønder Bork
- Sønder Vium
- Tarm (niet op de kaart)
- Ådum